# Evermannella ahlstromi
Evermannella ahlstromi is een straalvinnige vissensoort uit de familie van sabeltandvissen (Evermannellidae). De wetenschappelijke naam van de soort is voor het eerst geldig gepubliceerd in 1975 door Johnson & Glodek.